# André Previn
André Previn, właśc. Andreas Ludwig Priwin (ur. 6 kwietnia 1929 w Berlinie, zm. 28 lutego 2019 w Nowym Jorku) – amerykański dyrygent, pianista i kompozytor pochodzenia niemiecko-żydowskiego.

## Życiorys
Studiował w konserwatoriach w Berlinie i Paryżu. W 1939 wyjechał do Stanów Zjednoczonych. W 1948 został zaangażowany przez wytwórnię Metro-Goldwyn-Mayer na stanowisko kompozytora i kierownika orkiestr nagrywających muzykę do filmów.
Karierę rozpoczął jako pianista jazzowy oraz kompozytor muzyki filmowej. Do 1962 wydał ponad dziesięć jazzowych albumów (w tym np. King Size!). Od 1960 skoncentrował się na dyrygenturze i pianistyce, sięgając po repertuar klasyczny. Dyrygował najlepszymi orkiestrami symfonicznymi świata, m.in. Boston Symphony Orchestra, New York Philharmonic, Wiener Philharmoniker, Houston Symphony, Pittsburgh Symphony Orchestra, Los Angeles Philharmonic, London Symphony Orchestra.
Komponował utwory orkiestrowe, pieśni, musicale. Stworzył muzykę do kilkudziesięciu filmów. Otrzymał 4 Oscary za ścieżki dźwiękowe do obrazów: Gigi (1958), Porgy i Bess (1959), Słodka Irma (1963) i My Fair Lady (1964). Na początku lat 80. wrócił na krótki czas do muzyki jazzowej, komponując utwory i nagrywając dwie płyty wraz ze skrzypkiem Itzhakiem Perlmanem i jazzową sekcją rytmiczną. Były to albumy: A Different Kind of Blues (1980) i It’s a Breeze (1981).
W 1998 zdobył Grand Prix du Disque za nagranie swojej opery, Tramwaj zwany pożądaniem, na podstawie sztuki Tennessee Williamsa.
W 1966 królowa Elżbieta II nadała mu godność Honorowego Rycerza Komandora Orderu Imperium Brytyjskiego.

### Życie prywatne
Małżeństwa Previna
- z Betty Bennet – wokalistką jazzową (1952–1957)
- z Dory Langan Previn – poetką, autorką tekstów, piosenkarką (1959–1970)
- z Mią Farrow – aktorką (1970–1979; mieli sześcioro dzieci, w tym troje adoptowanych)
- z Heather Hales (1982–2002)[3]
- z Anne-Sophie Mutter – skrzypaczką (2002–2006)